# Clydach, Swansea
Clydach är en ort och community i Storbritannien.   Den ligger i kommunen Swansea och riksdelen Wales, i den södra delen av landet, 260 km väster om huvudstaden London. Vid folkräkningen 2011 hade communityn 7 503invånare.